# Tails (operativsystem)
Tails er en Debian-baseret Linux-distribution, der har til formål at bevare privatliv og anonymitet mod overvågning.
Systemet er designet til at blive startet som en live-dvd eller live-usb uden at sætte et digitalt fodaftryk på harddisken eller SSD'en, og husker derfor ikke brugerens aktivitet.
Systemet opretter udelukkende forbindelse til internettet via anonymitetsnetværket Tor.
Derfor går distributionen også under navnet "The Amnesic Incognito Live System", altså det 'glemsomme' og 'maskerede' live-system.

## Historie
Tails blev første gang udgivet den 23. juni 2009 som en iteration af Incognito, en udgået Gentoo-baseret Linux-distribution.
I begyndelsen af udviklingen modtog Tails-projektet økonomisk støtte fra Tor-projektet. Tails modtog desuden finansiering fra Open Technology Fund, Mozilla og Freedom of the Press Foundation . 
Ifølge journalisterne Laura Poitras, Glenn Greenwald (en), Bruce Schneier og Barton Gellman (en), var Tails et vigtigt værktøj i deres arbejde med whistlebloweren Edward Snowden fra den amerikanske efterretningstjeneste National Security Agency.
I 2014 udgav det tyske medie Der Spiegel slides fra en intern NSA-præsentation i juni 2012, hvor NSA Tails vurderes som en stor trussel mod dets mission.
I 2024 fusionerede Tails-projektet sig med Tor-projektet. I en pressemeddelelse, hvor samlingen af de to organisationer blev meldt ud, lød det, at folkene bag Tails nu kan "fokusere på deres kernemission om at vedligeholde og forbedre Tails OS, udforske flere og supplerende use cases, samtidig med at de drager fordel af Tor-projektets større organisationsstruktur." 